# Élections fédérales australiennes de 1946
Des élections législatives et sénatoriales fédérales se tiennent le 28 septembre 1946 en Australie afin de renouveler les 74 sièges de la Chambre des représentants et 19 des 36 sièges du Sénat.